# 喧嘩祭り

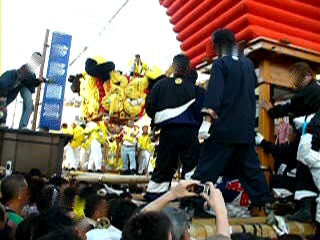
新居浜太鼓祭りの「鉢合わせ」

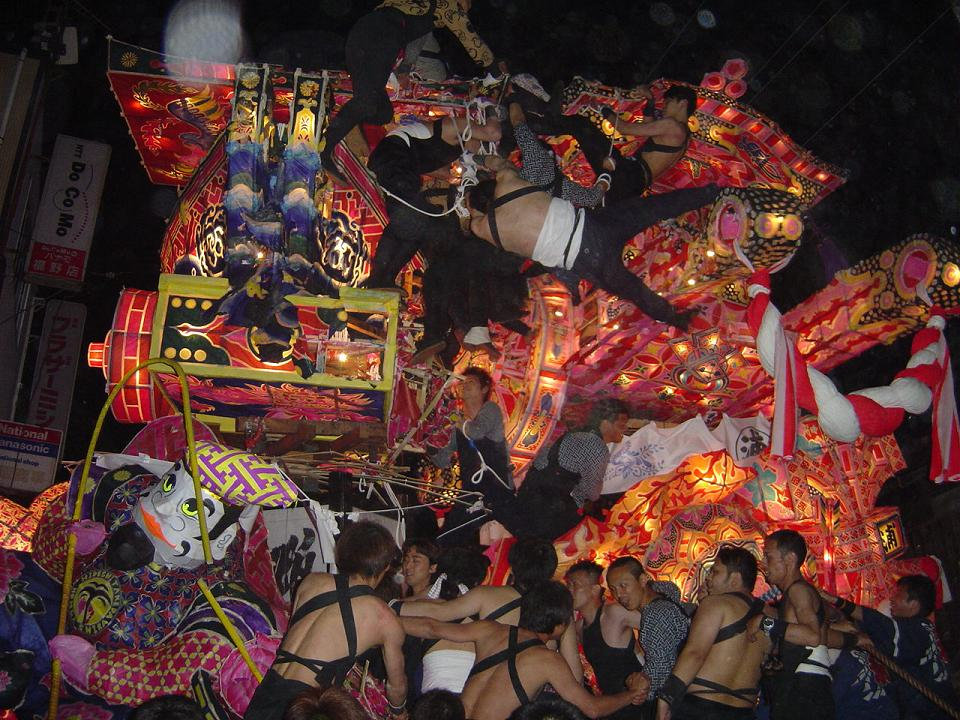
福野夜高祭の「曳き合い」

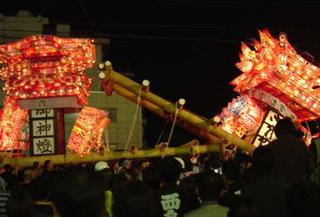
津沢夜高祭りの「喧嘩行燈引き廻し」

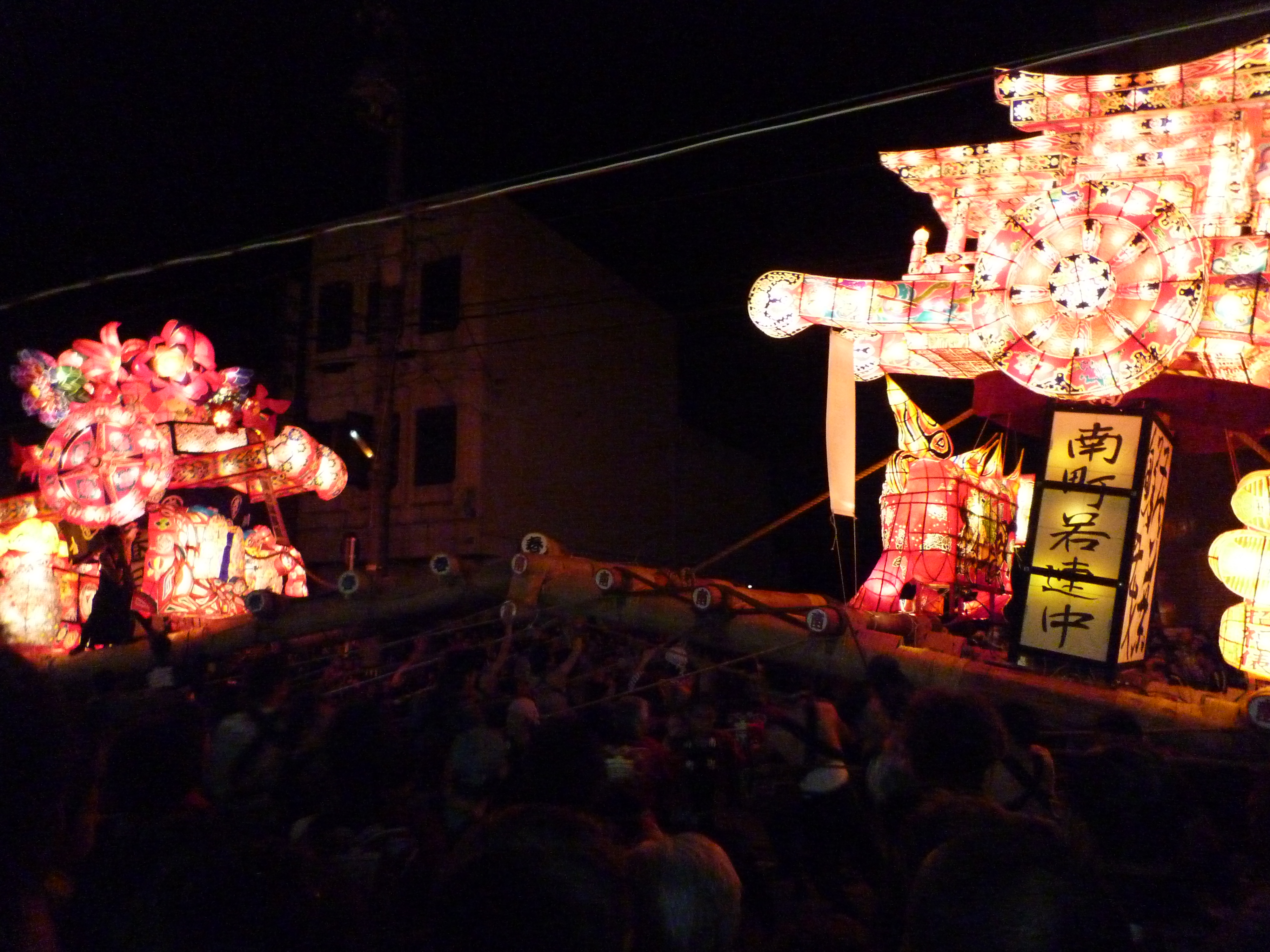
砺波夜高祭りの「突き合わせ」

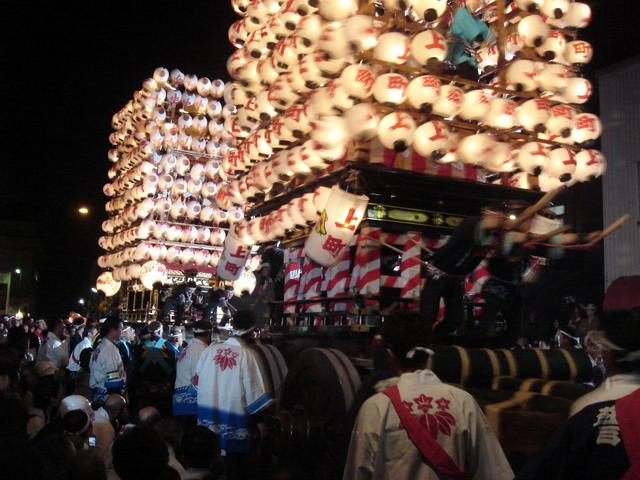
伏木曳山祭の「かっちゃ」

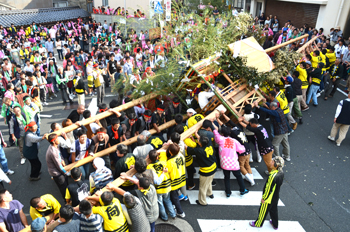
間人けんか屋台祭りの「屋台ぶつけ合い」

喧嘩祭り（けんかまつり）は、日本の祭りにおいて、山車、行燈、曳山、神輿、太鼓台等でぶつかり合うように行う祭りの総称。喧嘩を祭りの主体として催行されるものから喧嘩をしているように見せるものまで「喧嘩祭り」と称される。日本には数多くの喧嘩祭りが存在するが、呼び方は様々で、各地で愛着のある呼び方で親しまれている。

## 日本各地の喧嘩祭り

### 北海道
- 沼田町夜高あんどん祭り

### 秋田県
- 角館のお祭り
- 横手の送り盆行事

### 新潟県
- 糸魚川けんか祭
- 小須戸祭り

### 福島県
- 飯坂けんか祭り

### 埼玉県
- 久喜の提灯祭り・天王様
- 武州児玉祭り

### 富山県
- 福野夜高祭
- 伏木曳山祭
- 津沢夜高あんどん祭
- 岩瀬曳山車祭
- 庄川観光祭（庄川夜高行燈）
- 砺波夜高祭り

### 三重県
- 富田一色けんか祭

### 京都府
- 間人けんか屋台祭り

### 兵庫県
- 灘のけんか祭り

### 岡山県
- 勝山喧嘩だんじり
- 久世祭り

### 愛媛県
- 新居浜太鼓祭り
- 松山秋祭り
- 土居太鼓祭り

### 佐賀県
- 伊万里トンテントン祭り（2006年に中止。2013年よりルールを変更した上で再開）

### 鹿児島県
- 川内大綱引